# Don’t Come Close
Don't Come Close – singel zespołu Ramones promujący album Road to Ruin, wydany w 1978 przez wytwórnię Sire Records.

## Lista utworów
1. „Don't Come Close” (Dee Dee Ramone) – 2:44
2. „I Don't Want You” (Joey Ramone) – 2:26

## Skład
- Joey Ramone – wokal
- Johnny Ramone – gitara, wokal
- Dee Dee Ramone – gitara basowa, wokal
- Marky Ramone – perkusja